# Sollentuna (comuna)
Sollentuna (em sueco: Sollentuna kommun) é uma comuna da Suécia localizada no condado de Estocolmo. Sua capital é a cidade de Sollentuna. Possui 52.6 quilômetros quadrados e segundo censo de 2018, havia 72 528 habitantes.